# ماشا منجویان

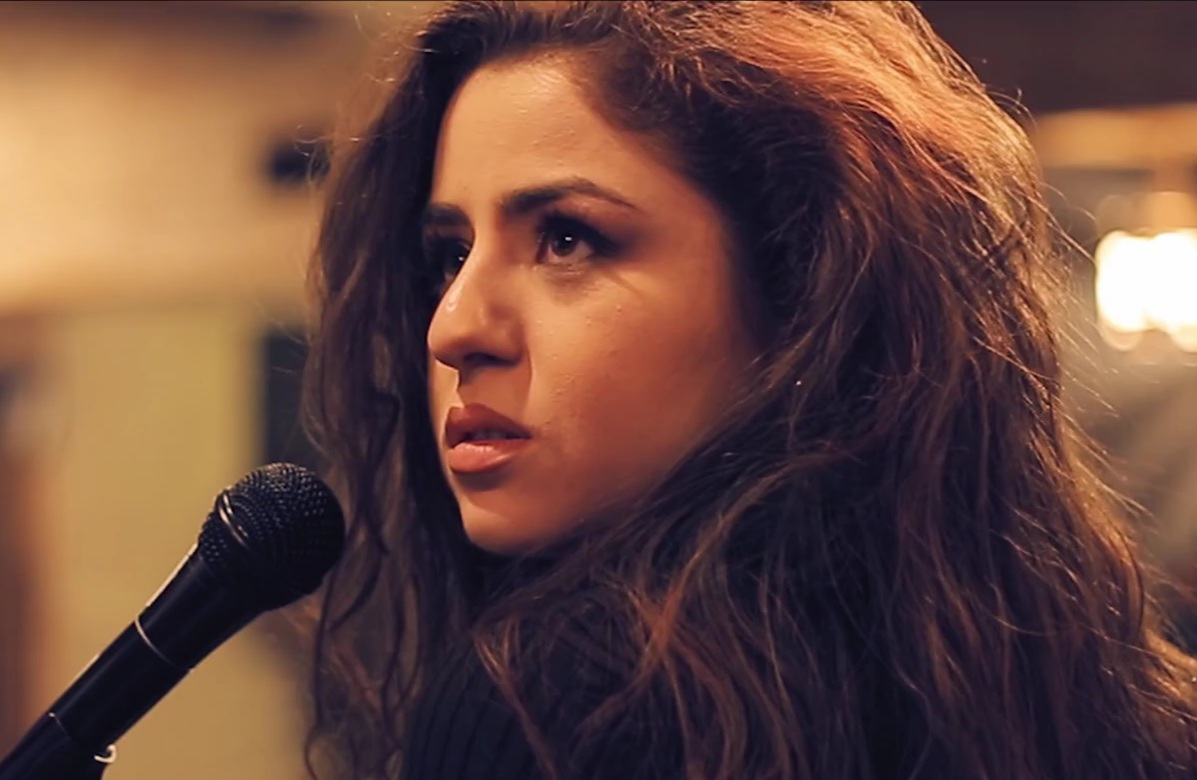

مری "ماشا" منجویان (ارمنی: Մերի "Մաշա" Մնջոյան؛ زادهٔ ۷ فوریهٔ ۱۹۹۵ در گیومری) خواننده اهل ارمنستان است. وی از سال ۲۰۰۷ میلادی تاکنون مشغول فعالیت بوده‌است. وی همچنین برنده جوایزی همچون جایزه صدای ارمنستان شده است.
وی در ۷ فوریهٔ ۱۹۹۵ در گیومری به دنیا آمد.